# Elin Wikland
Elin Helena Wikland född 31 december 1886 i Växjö, död 17 december 1973 i Sankt Görans församling i Stockholm, var en svensk målare, tecknare, keramiker och författare.
Hon var dotter till musikern Karl Johan Bayard och Evat Toft och gift 1911–1927 med läroverksadjunkten Folke Wademar Wikland. Hon studerade konst vid Zacha Faith-Ellis målarskola i Växjö samt privat för bland andra Knut Ekwall, Britta Hald Endis Bergström, Isaac Grünewald och Kurt Jungstedt samt under längre vistelser i München, Berlin, Venedig, Riga, Frankrike och Danmark. Separat ställde hon ut på bland annat Galerie Catharina i Stockholm och tillsammans mad Gunnar Bergner ställde hon ut i Södertälje. Hon medverkade i samlingsutställningar på Konstakademien, Stockholms stadsmuseum och i Leipzig. Som författare utgav hon barnboken Trollungen och andra sagor med teckningar 1949. Hennes konst består av landskapsskildringar och teckningar samt små glaserade figurer och kärl i keramik. Wikland är representerad vid Södersjukhuset i Stockholm och Drottning Victorias vilohem i Borgholm.